# Закарян, Армен Игитович
Армен Игитович Закарян (род. 28 сентября 1989, Семипалатинск, Казахская ССР) — российский боксёр, двукратный чемпион России (2012, 2015), чемпион Европы (2013). Мастер спорта России международного класса (2013).

## Биография
Армен Закарян родился 28 сентября 1989 года в Семипалатинске в семье выходцев из армянского города Ленинакан, который они были вынуждены покинуть после Спитакского землетрясения. Начал заниматься боксом в возрасте 8 лет в ДЮСШ города Искитим у Александра Винникова. В 2005 году переехал в Новосибирск, где продолжил тренироваться в клубе спортивных единоборств «Первомаец» под руководством Валерия Мотькина.
Первым значимым успехом в его спортивной карьере была победа на чемпионате России 2012 года. В 2013 году на чемпионате Европы в Минске выиграл четыре боя у соперников из Шотландии, Англии, Франции и Молдавии и завоевал звание чемпиона Европы. В 2015 году благодаря успешному выступлению в турнире AIBA Pro Boxing (APB) квалифицировался на Олимпийские игры в Рио-де-Жанейро (2016).
В ноябре 2015 года второй раз победил на чемпионате России, однако вскоре стало известно, что по решению тренерского штаба сборной Армен не включён в состав участников Олимпиады 2016.
После завершения спортивной карьеры перешёл на тренерскую работу.